# پری ثمر
پری ثمر (زادهٔ ۱۳۱۶ در اصفهان) خوانندهٔ اپرا اهل ایران است.

## زندگی هنری
پَری ثَمَر (پری آریانپور) در سال ۱۳۱۶ در اصفهان زاده شد و از سال‌های نوجوانی در تهران در هنرستان عالی موسیقی نزد 
اِوِلین باغچه‌بان به آموختن آواز پرداخت. او پس از پایان تحصیل در هنرستان با استفاده از یک بورس وزارت فرهنگ و هنر در سال ۱۳۳۸ به اتریش رفت و در آکادمی موسیقی وین به تحصیل خود ادامه داد و در سال ۱۳۴۳ با درجهٔ ممتاز آن را به پایان برد. وی از آغاز تحصیل در وین در برنامه‌های آکادمی و همچنین در انجمن فرهنگی ایتالیا و اتریش شرکت می‌کرد.
در بهار ۱۳۴۵ پری ثمر با اجرای نقش «روزینا» از اپرای آرایشگر شهر سویل اثر روسینی در فرانکفورت به استخدام رسمی اپرای مزبور درآمد.
پری ثمر مجموعاً بیش از ۲۵۰ بار در نقش کارمن و در بیشتر اپراهای جهان از جمله در تهران ظاهر شده‌است. پری ثمر علاوه بر کارمن در بیش از ۳۵ نقش دیگر ۸۰۰ بار روی صحنه‌های اپرا رفته و در بیش از ۱۰۰ کنسرت شرکت جسته‌است. او اینک همپای کار آوازخوانی، در مدرسهٔ آواز شهر فرانکفورت به پرورش صداهای مستعد می‌پردازد. پری ثمر در حیطهٔ موسیقی محلی ایران نیز فعالیت کرده و در ضبط اپرای مانی و مانا که حسین دهلوی برای کودکان نوشته، ایفای نقش کرده‌است.
«امیراشرف آریانپور» ، موسیقی‌دان، نویسنده و پژوهشگر موسیقی، همسر پری ثمر بود.

## فعالیت‌های هنری
برخی از فعالیت‌های هنری پری ثمر به این شرح است:
اجرای شش دوئت از آثار دورژاک در آکادمی موسیقی وین (۱۳۴۱)، اجرای نقش یونو از اپرا بوفای هلن زیبا اثر افن باخ در تئاتر رایموند وین (۱۳۴۲)، اجرای نقش ایزولییه از اپرای کنت آوری اثر روسینی در اپرای ملی وین به عنوان خوانندهٔ مهمان (۱۳۴۳)، بستن قرارداد دوساله با اپرای ملی وین (۱۳۴۳)، همکاری با «ژونس موزیکال» وین برای اجرای بخش آلتوی رکوئیم موتسارت و اوراتوریوی معروف باخ در تالار عظیم «موزیک فراین» وین (۱۳۴۴)، اجرای بخش آلتوی پاسیون باخ و اوراتوریوی مسیح اثر هندل در پانزده شهر چکسلواکی، ایتالیا، سوئیس و اتریش با همراهی ارکستر فیلارمونیک شهر برنو (چکسلواکی) و کر آکادمی مجلسی وین (۱۳۴۴).

## از نگاه دیگران
پرویز ممنون در نقد کنسرت پری ثمر در تهران می‌نویسد:
«خانم آریانپور (پری ثمر) برای برنامهٔ خود قطعاتی از اپراهای تیتوس، محکومیت فاوست، کاوالرییا روستیکانا، دختر خاکسترنشین و کارمن را برگزیده بود و نوع انتخاب این آثار نشان می‌داد که پری بی‌تمایل نبود تا در اولین معرفی خود به هموطنانش تمام ویژگیهای تکنیک صدا و زیبایی‌های طنین آن را بنمایاند. از نظر وسعت صدا، متسوسوپرانوی پری آریانپور در مقایسه با چند خوانندهٔ نخبهٔ اپراهای جهان هنوز تکامل کافی نیافته‌است. اما آنچه او را در ظرف همین دورهٔ کوتاه خوانندگی در ردیف خوانندگان درجه اول کشورهای آلمانی‌زبان نشاند، تکنیک آواز و ویژگی طبیعت آن است. در برنامهٔ کنسرت تهران، ابتدا آریانپور با خواندن نتهای زیر «کلوراتور» آریایی از اپرای تیتوس، تکنیک آواز خود را عرضه کرد و در آخر برنامه با خواندن قطعهٔ مشکلی از دختر خاکسترنشین نشان داد که تا چه حد فنون هنرش را آموخته و بر آن مسلط است. در این قسمت، قطعاتی گنجانده شده بود که از زیرترین نت کلوراتور آغاز می‌شد و به ترتیب و در یک‌نفس به نتهای بم می‌رسید. پری بدون برخورد با مشکلی از فراز و نشیب این نتها می‌گذشت. البته رمانس سانتوتسا از اپرای کاوالرییا روستیکانا نیز بسیاری از گوشه‌های زیر و بم صدای یک خواننده را لازم دارد، اما برای تماشاگر کنسرت آواز آریانپور، این رمانس موقعیت خوبی بود تا او با طنین صدای مطبوع و «متسوی» رنگارنگ خوانندهٔ نامبرده آشنا گردد.»